# 约翰·赖希哈特
约翰·赖希哈特（德語： Johann Reichhart，1893年4月29日—1972年4月26日）是1924年至1946年间巴伐利亚的刽子手。在納粹德國时期，他曾处决过很多因反抗德国政府而被判处死刑的人。战后，美国驻德军事政府亦聘用他为刽子手。他总共处决过3165人。

## 生平
约翰·赖希哈特出生在多瑙河畔沃尔特附近，这个巴伐利亚家庭以屠宰老残家畜以及劊子手为业，约翰的叔父Franz Xaver Reichhart以及兄弟Michael就是干这行的，家族从业史可以上溯八代，一直追溯至十八世纪中期。约翰的父亲（死于1902年）在提芬塔尔（Wörth an der Donau）附近的偏远地带拥有一座农场，还兼职屠宰老残家畜。赖希哈特在多瑙河畔沃尔特顺利上完了国民小学（Volksschule）以及职业学校。他之后完成了屠夫培訓工作，并参加了第一次世界大战。

### 在魏玛共和国时期开始劊子手生涯
1924年4月，约翰·赖克哈特的叔父Franz Xaver Reichhart（1851-1934）年满70退休，约翰接过了巴伐利亚的州立司法劊子手工作。每次處決犯人時约翰·赖克哈特都有150黃金馬克的报酬，还有10马克的日常开销费用，以及三等座火车票。在前往普法尔茨（Pfalz）處決犯人时，他坐的都是特快列车。
1924至1928年间，死刑的执行次数减少，赖希哈特在这段时间里只处决了23人（其中在1928年只处决了一人），养家糊口成了难题。通过协商，他为自己争取到了在国内外从事其他行业的权利，并且摆脱了必须住在当地的限制。但他经商并不顺利；1925年，他放弃了货车运输生意，1926年，他把在圣母之佑广场經營的客栈也卖了。他還在上巴伐利亚以販賣天主教研究论文為生。1928年，他试图结束自己与巴伐利亚司法部的合同，但未能成功。之后他迁居海牙，開起了一家蔬果店，而且生意不錯。
在1931年春和1932年7月，赖希哈特曾两度去往慕尼黑，並在施塔德尔海姆监狱處決了一些犯人。1932年7月，几家荷兰报纸透露了赖希哈特的副業，并表示赖希哈特其實是一位劊子手，而赖希哈特此前一直對陌生人隱瞞自己這一身份。因此赖希哈特的生意逐渐冷清，1933年春，他返回慕尼黑，想要结束劊子手生涯。

### 納粹德國時期
希特勒上台后，赖希哈特于1933年6月22日与巴伐利亚司法部签订了新合同。他现在领到的年薪金额固定且大大高于过去，並且是一月一结。1933年7月18日，应萨克森司法部要求，赖希哈特获得了在萨克森境内行刑的资格，每次行刑的报酬都是固定的。他在德累斯顿和魏玛行刑时，斷頭台和助手由萨克森提供。1934年1月，巴伐利亚司法部将他的年薪增至3720國家馬克，赖希哈特不用再為個人生計而担忧了。
自1933年9月1日起，赖希哈特先后加入了國家社會主義汽車軍團、国家社会主义战争受害者组织、国家社会主义人民福利以及德意志劳工阵线。他于1937年4月加入纳粹党。
1937年8月25日，帝国司法部颁布法令，根據該法令，德國境內的處決由3名劊子手負責，其中欧内斯特·赖德尔负责處決柏林、布雷斯劳以及柯尼斯堡的犯人；弗里德里希·黑尔负责處決布茨巴赫、汉堡、汉诺威和科隆的犯人；赖希哈特负责處決慕尼黑、德累斯顿、斯图加特和魏玛的犯人。德奥合并后，帝国司法部于1939年2月19日下令变更劊子手负责的区域：魏玛地区的犯人交由弗里德里希·黑尔處決，原本由弗里德里希·黑尔負責的布雷斯劳劃給赖希哈特，同時维也纳也劃給了赖希哈特。赖希哈特在此期间曾受抑郁症折磨。
赖希哈特在處決犯人時，他希望能讓死刑犯減少痛苦而尝试加快處決过程。大约从1939年开始，他用翻板（bascule）取代了断头台上的固定工作台。他讓助手控制住死刑犯，而不是此前的束缚装置，直到刀片落下後助手才放手。赖希哈特还撤除了黑色眼罩，並讓一名助手将死刑犯双眼合上。上述措施能将處決时间缩短至3至4秒。
赖希哈特还在科隆、普罗恩格斯海姆、普洛岑湖、哈弗尔河畔勃兰登堡以及布雷斯劳等地處決犯人，这些地方均设有行刑點。1938到1944年期間，他还負責處決維也納和格拉茨的死刑犯。自1924年起，包括魏瑪共和國时期以及納粹德國时期在內，他一共用断头台处决了2951名犯人（其中有250人为女性），还绞死了59名犯人。白玫瑰成員汉斯·朔尔与蘇菲·蕭爾亦由他所处决。赖希哈特后来表示自己从未见过像蘇菲·蕭爾一样勇敢赴死的人。
1944年，在7月20日密谋案过后，被处决人数大幅上升。1944年12月，赖希哈特被中央处刑中心的行政部门指定为“第八处刑区处刑中心”劊子手，该处刑区包含了慕尼黑的施塔德尔海姆监狱、斯图加特还押监狱以及布鲁赫萨尔监狱。

### 美国军事政府時期的劊子手
1945年5月，身为纳粹党党员的赖希哈特被美国陆军逮捕，當時后者正在执行去纳粹化。赖希哈特因此在施塔德尔海姆监狱被關了一周。他并未因納粹德國的劊子手身份而被审判。随后他被美国军事政府办公室聘用，並在莱希河畔兰茨贝格协助绞死了数十名纳粹战犯，這一工作直至1946年5月底結束。他至少从1942年起就了解如何絞死犯人，当时他上交了带有活板门的英式绞刑架（long drop）设计提案，但未被帝国司法部採納。
1945年8月，慕尼黑市政部门接到针对赖希哈特的检举：但接下来他还是在享受着乡野别墅生活，並且拥有数辆汽车。虽不再處決犯人，但他在名义上依旧是巴伐利亚的一名司法劊子手。
他后来从劊子手岗位上退休，並只负责顾问工作。据部分资料称，他曾协助美军军士长约翰·C·伍兹控制绞刑架，亦被美国军事政府指派在纽伦堡监督绞刑架的搭建工作。其他资料则表示赖希哈特并未参与纽伦堡绞架的搭建工作。1946年10月16日，约翰·C·伍兹在约瑟夫·玛尔塔的协助下将在纽伦堡审判上被判有罪的战犯逐一绞决。在兰茨贝格监狱，赖希哈特曾协助美国军方处决纳粹战犯。

### 结束劊子手生涯后的生活
1947年5月，赖希哈特第二次入狱。1948年12月，他在慕尼黑接受去纳粹化审判，被判“有罪”，被判处在勞改營服刑两年，其一半财产遭没收。赖希哈特在庭上表示“我带着对为国家效力以及遵守正当法律的坚定信念處決犯人。我从未质疑过自己之所为的合法性”。经上诉，对他的判决减轻为一年半监禁以及没收财产的30%。由于他在当时的被关押时长已超过判决规定的刑期，他在闭庭后就获释了。由于之前从事的职业的性质，赖希哈特在此后过得很孤独。他的妻子和他離婚。他的儿子汉斯（Hans）因父亲的职业以及去纳粹化审判而精神不振，于1950年自杀。
赖克哈特生活陷入困頓且遭人鄙视，他一直靠微薄的第一次世界大战军人抚恤金生活。1963年，在一连串针对出租车司机的谋杀事件过后，越来越多的公众要求恢复死刑，赖希哈特曾表达过反对。
赖希哈特后被Algasing精神病院短暂收治过。1972年4月26日，他死于多尔芬的一所医院，享年78岁。

### 后续
2014年初，巴伐利亞國家博物館馆藏的一座斷頭台被认定有可能是赖希哈特用来处决朔尔兄妹的刑具。